# Johann Friedrich Cassebohm
Johann Friedrich Cassebohm (getauft 9. September 1698 in Berlin; † 7. Februar 1743 in Berlin) war ein deutscher Professor der Medizin und Anatomie.

## Leben und Wirken
Johann Friedrich Cassebohm absolvierte sein Medizinstudium zunächst an der Universität Halle bei den Professoren Georg Ernst Stahl und Friedrich Hoffmann sowie anschließend noch einige Semester in Paris bei Professor Jacob Winslow. Nach Halle zurückgekehrt, übernahm er an seiner dort von 1738 bis 1741 den Lehrstuhl für Anatomie, den er anschließend an Philipp Adolph Böhmer übergab, nachdem er selbst 1741 in die Humboldt-Universität Berlin berufen worden war, um dort den gleichen Lehrstuhl zu übernehmen. Hier verstarb er plötzlich und unerwartet 1743. Zwei Jahre zuvor wurde Cassebohm in die Königlich-Preußische Akademie der Wissenschaften aufgenommen.
Auf seinem Fachgebiet konzentrierte sich Johann Friedrich Cassebohm schwerpunktmäßig auf die Anatomie des Ohres und schrieb hierüber mehrere Abhandlungen. Darüber hinaus entwickelte er ein verbessertes Injektionsverfahren zur Darstellung feinster Gefäße an anatomischen Injektionspräparaten. Er bevorzugte hierbei eine Mischung aus Wachs, Terpentin und Fett mit variierendem Fettanteil. Der Fettanteil bestimmte die Erstarrungsdauer. Über diese Erkenntnisse schrieb er ausführlich in seinen „Methodus secandi“. Nebenbei hielt er auch von Zeit zu Zeit zoologische Vorlesungen, vor allem auf dem Gebiet der Entomologie, die in Halle eine lange Tradition hatte.
Zur damaligen Zeit war es nicht üblich, dass Universitäten eigene Sammlungen von Präparaten zur Verfügung hatten. Daher legte Cassebohm mit eigenen Mitteln eine Sammlung anatomischer Präparate an, die er für seine Studien und Vorlesungen nutzte. Dabei übernahm er zusätzlich die von Georg Daniel Coschwitz angelegte Sammlung, das sogenannte „Theatrum Anatomicum“, musste aber dafür noch Raten an dessen Erben zahlen. Seine eigenen Präparate flossen später in die Meckelsche Sammlung der Universität ein.

## Schriften (Auswahl)
- Disputatio Anatomica Inauguralis De Aure Interna. Schwartz, Frankfurt 1730. (Digitalisat)
- Tractatus quatuor anatomici de aure humana, tribusfigurarum tabulis illustrati. Waisenhaus, Halle 1734. (Digitalisat) (12), 84 pp. + 3 plates. Disbound. Lacks the plates. Important tracts on the anatomy and physiology of the ear. G–M, 1547. Waller, 1805. Wellcome II, p. 309.
- Tractatus Qvintus Anatomicus De Aure Humana. Cui Accedit Tractatus Sextus Anatomicus De Aure Monstri Humani. Cum Tribus Figurarum Tabulis, Et Indice Tam Horum Duorum, Qvam Qvatuor Priorum Tractatuum, Ante Annum De Aure Humana Editorum. Waisenhaus, Halle 1735. (Digitalisat)
- Tractatus Quintus Anatomicus De Aure Humana cui accedit tractatus sextus anatomicus de aure monstri humani. Waisenhaus, Halle 1735. (Digitalisat)
- Kunstmässige Anweisung zu der Zergliederung und Betrachtung derer Mäusslein des menschlichen Leibe[s.] / Zum Nützen derer in der Artzney und Wundartzneykunst sich übenden. Aus dem Lateinischen übersetzt und mit vielen nützlichen Anmerkungen vermehret von Johann Friedrich Cassebohm, Med. D. & Prof. Renger, Halle 1740. (Originaltitel: Methodus secandi et contemplandi corporis humani musculos in usu medecinae et chirurgiae studiosorum.)
- Methodus secandi oder deutliche Anweisung zur anatomischen Betrachtung und Zergliederung des menschlichen Cörpers. Berlin, 1746 (Digitalisat)
- Joh. Friedr. Cassebohm's Anweisung zur anatomischen Betrachtung und Zergliederung des menschlichen Cörpers. Lange, Berlin/Stralsund 1769.